# Mongolojassus tianshanicus
Mongolojassus tianshanicus är en insektsart som beskrevs av Mitjaev 1969. Mongolojassus tianshanicus ingår i släktet Mongolojassus och familjen dvärgstritar. Inga underarter finns listade i Catalogue of Life.